# 卢阿拉巴省
卢阿拉巴省（法語：Province de la Lualaba）是位于刚果民主共和国南部的一个省，首府科卢韦齐，與尚比亞及安哥拉兩國接壤，2020年人口3183300，面積121,308 km²。得名自刚果河的上游之一卢阿拉巴河。

## 历史
在比利时殖民时代，该地区曾为比属刚果流放地。属加丹加省。刚果独立后，1964年卢阿拉巴省曾一度从加丹加省拆分出来，但1966年再次和并至加丹加省。2015年，加丹加省拆分为五个省份，分别为：卢阿拉巴省、洛马米省、上洛马米省、上加丹加省、及坦噶尼喀省。

## 经济
卢阿拉巴省与上加丹加省位于中非铜矿带上，矿产资源丰富，除铜外，还有钴、锰、金、锡等。采矿业及采石业为该省的主要经济活动。
中国有色矿业集团等中国企业在该省投资有诸多矿业项目。

## 卢阿拉巴省的镇
- 科卢韦齐 (Kolwezi)